# Liste des édifices labellisés « Architecture contemporaine remarquable » de la Seine-Maritime
Cet article recense les édifices labellisés « Architecture contemporaine remarquable » de la Seine-Maritime, en France.
Le label « Architecture contemporaine remarquable » remplace depuis 2016 l'ancien label « Patrimoine du XXe siècle ». Il ne prend en compte que des édifices de moins de 100 ans à la date de labellisation, et qui ne sont pas protégés comme monuments historiques.
Au début 2024, la Seine-Maritime compte 47 édifices ainsi labellisés.

## Liste
| Monument                                                                                          | Commune                   | Adresse                                                                               | Coordonnées                      | Notice     | Date | Illustration                                                                                     |
| ------------------------------------------------------------------------------------------------- | ------------------------- | ------------------------------------------------------------------------------------- | -------------------------------- | ---------- | ---- | ------------------------------------------------------------------------------------------------ |
| Église Saint-Martin                                                                               | Bailly-en-Rivière         | Rue de la Clapauderie                                                                 | 49° 54′ 48″ nord, 1° 20′ 19″ est | ACR0000880 | 2001 | Église Saint-Martin                                                                              |
| Ancienne usine Claret (Tecumseh Europe)                                                           | Barentin                  | 1 rue de Warendorf                                                                    | 49° 33′ 18″ nord, 0° 56′ 36″ est | ACR0000881 | 2001 | Image manquante Téléverser                                                                       |
| Église Saint-Wandrille                                                                            | Belleville-en-Caux        | route de Saint-Vaast                                                                  | 49° 42′ 13″ nord, 0° 59′ 25″ est | ACR0000882 | 2001 | Église Saint-Wandrille                                                                           |
| Poste                                                                                             | Bolbec                    | Place Félix-Faure                                                                     | 49° 31′ 05″ nord, 0° 32′ 10″ est | ACR0000883 | 2002 | Image manquante Téléverser                                                                       |
| COOP de la République                                                                             | Bonsecours                | Eauplet 1 rue de la République                                                        | 49° 25′ 25″ nord, 1° 06′ 51″ est | ACR0000884 | 2001 | Image manquante Téléverser                                                                       |
| Mairie-groupe scolaire                                                                            | La Bouille                | 1 rue de la République                                                                | 49° 21′ 05″ nord, 0° 55′ 53″ est | ACR0000902 | 2002 | Mairie-groupe scolaire                                                                           |
| Centrale de Dieppedalle                                                                           | Canteleu                  | Quai du Danemark                                                                      | 49° 25′ 16″ nord, 1° 01′ 02″ est | ACR0000885 | 2001 | Centrale de Dieppedalle                                                                          |
| Usine Renault                                                                                     | Cléon                     | L'Homme-Mort                                                                          | 49° 18′ 57″ nord, 1° 02′ 55″ est | ACR0000888 | 2001 | Image manquante Téléverser                                                                       |
| Pont Ango                                                                                         | Dieppe                    | Presqu'île du Pollet                                                                  | 49° 55′ 36″ nord, 1° 04′ 53″ est | ACR0000890 | 2001 | Pont Ango                                                                                        |
| Quincaillerie Leveau                                                                              | Dieppe                    | 22 quai Duquesne                                                                      | 49° 55′ 33″ nord, 1° 04′ 48″ est | ACR0000891 | 2001 | Quincaillerie Leveau                                                                             |
| Villa Simon                                                                                       | Dieppe                    | 54 rue du Faubourg-de-la-Barre                                                        | 49° 55′ 22″ nord, 1° 04′ 12″ est | ACR0000889 | 2001 | Image manquante Téléverser                                                                       |
| Chapelle Notre-Dame-de-la-Garde (de)                                                              | Étretat                   | Falaise d'Amont                                                                       | 49° 42′ 41″ nord, 0° 12′ 20″ est | ACR0000892 | 2001 | Chapelle Notre-Dame-de-la-Garde (de)                                                             |
| Pavillon de l'Enfance                                                                             | Fécamp                    | 39 boulevard de la République                                                         | 49° 45′ 32″ nord, 0° 22′ 49″ est | ACR0000894 | 2002 | Image manquante Téléverser                                                                       |
| Station de radiodétection de la Kriegsmarine                                                      | Fécamp                    | Cap Fagnet                                                                            | 49° 46′ 04″ nord, 0° 22′ 10″ est | ACR0000893 | 2002 | Station de radiodétection de la Kriegsmarine                                                     |
| Hôtel de ville                                                                                    | Forges-les-Eaux           | 37 place Brevière                                                                     | 49° 36′ 47″ nord, 1° 32′ 45″ est | ACR0000895 | 2002 | Hôtel de ville                                                                                   |
| Camp Philipp-Morris                                                                               | Gonfreville-l'Orcher      | Rue du 8-mai-1945 Avenue Jean-Eberhard                                                | 49° 30′ 34″ nord, 0° 13′ 41″ est | ACR0000897 | 2002 | Image manquante Téléverser                                                                       |
| Villas jumelles                                                                                   | Grainville-la-Teinturière | Route de Cany (RD131)                                                                 | 49° 45′ 01″ nord, 0° 38′ 14″ est | ACR0000898 | 2001 | Image manquante Téléverser                                                                       |
| Usine à papier Sonopa                                                                             | Grand-Couronne            | Boulevard Maritime                                                                    | 49° 22′ 08″ nord, 1° 00′ 40″ est | ACR0000899 | 2001 | Image manquante Téléverser                                                                       |
| École primaire Jean-Jaurès                                                                        | Le Grand-Quevilly         | Rue Gustave-Boutigny                                                                  | 49° 24′ 52″ nord, 1° 01′ 55″ est | ACR0000903 | 2002 | Image manquante Téléverser                                                                       |
| Hôtel de ville et centre culturel                                                                 | Le Grand-Quevilly         | Esplanade Tony-Larue                                                                  | 49° 24′ 24″ nord, 1° 03′ 09″ est | ACR0000904 | 2002 | Hôtel de ville et centre culturel                                                                |
| Abattoirs (actuel siège social SOGET)                                                             | Le Havre                  | Quartier Christophe-Colomb Quartier des Neiges                                        | 49° 29′ 03″ nord, 0° 07′ 55″ est | ACR0000906 | 2001 | Image manquante Téléverser                                                                       |
| Bureau d'embauche des dockers du Havre (actuelle salle de sports Lucien-Nolent)                   | Le Havre                  | Rue des Chargeurs-Réunis                                                              | 49° 29′ 01″ nord, 0° 08′ 19″ est | ACR0000913 | 2001 | Image manquante Téléverser                                                                       |
| Cinéma Normandy                                                                                   | Le Havre                  | 387-389 rue Aristide-Briand                                                           | 49° 30′ 04″ nord, 0° 08′ 37″ est | ACR0000915 | 2002 | Image manquante Téléverser                                                                       |
| Gare ferroviaire                                                                                  | Le Havre                  | Cours de la République                                                                | 49° 29′ 34″ nord, 0° 07′ 29″ est | ACR0000909 | 2001 | Gare ferroviaire                                                                                 |
| Hangar aux cotons                                                                                 | Le Havre                  | Bassin Vétillart Quai de la Garonne                                                   | 49° 28′ 59″ nord, 0° 09′ 01″ est | ACR0000917 | 2001 | Image manquante Téléverser                                                                       |
| Immeubles en série                                                                                | Le Havre                  | 40 rue Gabriel-Péri 23-29 rue d'Après-de-Mannevillette                                | 49° 29′ 43″ nord, 0° 07′ 06″ est | ACR0000910 | 2001 | Image manquante Téléverser                                                                       |
| Maison du Marin                                                                                   | Le Havre                  | 39 boulevard de l'Amiral-Mouchez                                                      | 49° 29′ 05″ nord, 0° 07′ 58″ est | ACR0000908 | 2002 | Image manquante Téléverser                                                                       |
| Musée d'Art moderne André-Malraux                                                                 | Le Havre                  | 2 boulevard Clémenceau                                                                | 49° 29′ 06″ nord, 0° 06′ 10″ est | ACR0000912 | 2002 | Musée d'Art moderne André-Malraux                                                                |
| Le Volcan                                                                                         | Le Havre                  | 8 place Oscar-Niemeyer                                                                | 49° 29′ 26″ nord, 0° 06′ 25″ est | ACR0000911 | 2002 | Le Volcan                                                                                        |
| Émetteur Radio-Normandie                                                                          | Louvetot                  | 481 route d'Yvetot                                                                    | 49° 34′ 24″ nord, 0° 43′ 37″ est | ACR0000920 | 2002 | Image manquante Téléverser                                                                       |
| Villa                                                                                             | Mont-Saint-Aignan         | 2 passage Lombard                                                                     | 49° 27′ 17″ nord, 1° 05′ 11″ est | ACR0000921 | 2001 | Image manquante Téléverser                                                                       |
| Centre administratif communal (Hôtel de ville, tribunal d'instance, théâtre et salle polyvalente) | Neufchâtel-en-Bray        | 8 Rue Baron-d'Hausse                                                                  | 49° 44′ 00″ nord, 1° 26′ 32″ est | ACR0000922 | 2002 | Centre administratif communal(Hôtel de ville, tribunal d'instance, théâtre et salle polyvalente) |
| Cité-jardin de la Petite Campagne Notre-Dame-de-Gravenchon                                        | Port-Jérôme-sur-Seine     | Avenue du Général-Gassouin                                                            | 49° 29′ 36″ nord, 0° 33′ 51″ est | ACR0000923 | 2001 | Cité-jardin de la Petite CampagneNotre-Dame-de-Gravenchon                                        |
| Pont de Brotonne                                                                                  | Rives-en-Seine            |                                                                                       | 49° 31′ 15″ nord, 0° 44′ 50″ est | ACR0000886 | 2001 | Pont de Brotonne                                                                                 |
| Docks et entrepôts réels de Rouen (Actuel centre commercial Docks 76)                             | Rouen                     | 10 quai Ferdinand-de-Lesseps                                                          | 49° 26′ 41″ nord, 1° 04′ 05″ est | ACR0000932 | 2001 | Docks et entrepôts réels de Rouen(Actuel centre commercial Docks 76)                             |
| Grande pharmacie du Centre                                                                        | Rouen                     | 29 place de la Cathédrale                                                             | 49° 26′ 27″ nord, 1° 05′ 37″ est | ACR0000933 | 2001 | Grande pharmacie du Centre                                                                       |
| Maison                                                                                            | Rouen                     | 11 bis rue Dieutre                                                                    | 49° 26′ 45″ nord, 1° 06′ 40″ est | ACR0000927 | 2001 | Image manquante Téléverser                                                                       |
| Pont Boieldieu                                                                                    | Rouen                     |                                                                                       | 49° 26′ 15″ nord, 1° 05′ 29″ est | ACR0000929 | 2001 | Pont Boieldieu                                                                                   |
| Poste                                                                                             | Rouen                     | Rue Jeanne-d'Arc                                                                      | 49° 26′ 36″ nord, 1° 05′ 28″ est | ACR0000930 | 2002 | Image manquante Téléverser                                                                       |
| Synagogue                                                                                         | Rouen                     | 55 rue des Bons-Enfants                                                               | 49° 26′ 40″ nord, 1° 05′ 21″ est | ACR0000935 | 2001 | Synagogue                                                                                        |
| École maternelle Kergomard                                                                        | Saint-Étienne-du-Rouvray  | 188 rue de Paris                                                                      | 49° 23′ 01″ nord, 1° 06′ 24″ est | ACR0000938 | 2002 | Image manquante Téléverser                                                                       |
| Maisons suédoises                                                                                 | Saint-Étienne-du-Rouvray  | Avenue des Coquelicots                                                                | 49° 23′ 28″ nord, 1° 05′ 55″ est | ACR0000939 | 2001 | Image manquante Téléverser                                                                       |
| Bac du Hode                                                                                       | Saint-Vigor-d'Ymonville   |                                                                                       | 49° 27′ 02″ nord, 0° 21′ 53″ est | ACR0000941 | 2001 | Image manquante Téléverser                                                                       |
| Lotissement concerté des maisons américaines                                                      | Sainte-Adresse            | Rue Claude-Forbin Rue Surcouf Rue Jean-Bart Rue du Gymnase Quartier de la Cavée-Haize | 49° 31′ 05″ nord, 0° 04′ 13″ est | ACR0000937 | 2001 | Image manquante Téléverser                                                                       |
| Église Saint-Martin                                                                               | Serqueux                  | Rue du Bastringue                                                                     | 49° 37′ 43″ nord, 1° 32′ 13″ est | ACR0000942 | 2001 | Image manquante Téléverser                                                                       |
| Grand ensemble de la Zone verte                                                                   | Sotteville-lès-Rouen      | Centre-ville                                                                          | 49° 24′ 49″ nord, 1° 05′ 14″ est | ACR0000943 | 2001 | Image manquante Téléverser                                                                       |
| Pont de Tancarville                                                                               | Tancarville               |                                                                                       | 49° 28′ 16″ nord, 0° 27′ 59″ est | ACR0000944 | 2001 | Pont de Tancarville                                                                              |